# Kieler Friede

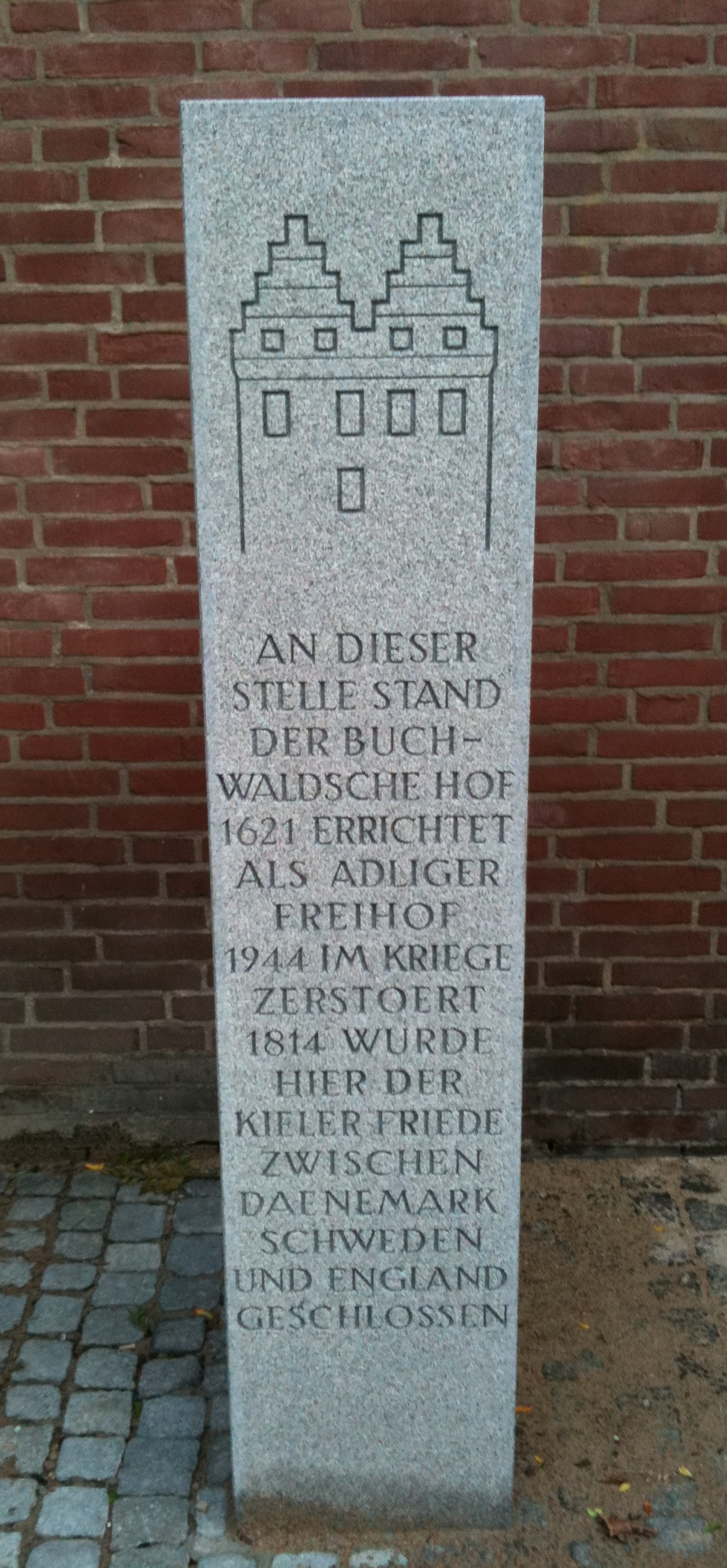
Säule zur Erinnerung an den Kieler Frieden, gestaltet von Illa Blaue

Kieler Frieden ist die Bezeichnung für den am 14. Januar 1814 in Kiel geschlossenen Friedensvertrag zwischen Dänemark einerseits und Schweden und dem Vereinigten Königreich andererseits. Der Vertrag führte nach der Niederlage der beiden Verbündeten Dänemark und Frankreich im Napoleonischen Krieg zu einer territorialen Neuordnung Skandinaviens: Dänemark musste auf Norwegen zugunsten Schwedens verzichten. Norwegen schied damit aus dem Dänischen Gesamtstaat sowie aus der dänisch-norwegischen Personalunion aus. Das Vereinigte Königreich behielt die Hoheit über Helgoland.

## Vorgeschichte

### Dänemarks Außenpolitik
Seit 1780 verfolgte Dänemark eine Politik bewaffneter Neutralität, die dem Dänischen Gesamtstaat eine Zeit des wirtschaftlichen Aufschwungs brachte. Kronprinzregent Friedrich und Außenminister Christian Günther von Bernstorff waren daher zunächst bestrebt, auch während der Napoleonischen Kriege diese Neutralität zu wahren. Deswegen schloss Dänemark am 16. Dezember 1800 ein Bündnis mit Schweden, Preußen und Russland, um deren Schutz gegen die Seemacht des Vereinigten Königreichs zu erhalten. Diese Politik scheiterte, weil nach der Ermordung des Zaren Paul I. im März 1801 sein Nachfolger Alexander I. die Blockade der Ostsee gegen die Briten nicht mehr aufrechterhielt: Britische Kriegsschiffe konnten im April 1801 ungehindert Kopenhagen erreichen und in einer Seeschlacht fast die gesamte dänische Flotte vernichten.
Zwar versuchte Bernstorff trotzdem an der Neutralität festzuhalten, doch als 1807 britische Kriegsschiffe Kopenhagen bombardierten und die neuerbaute dänische Flotte beschlagnahmten, ging Dänemark am 31. Oktober 1807 die Allianz mit Frankreich ein und erklärte dem Vereinigten Königreich im Glückstädter Wasmer-Palais den Krieg. Am 13. März 1808 starb der geisteskranke König Christian VII. Am nächsten Tag erklärte Dänemark Schweden den Krieg, der vor allem um die norwegischen Gebiete geführt wurde, die Schweden im Frieden von Brömsebro 1645 zugesprochen bekommen hatte und die Dänemark nun zurückerobern wollte. 1809 endete dieser Krieg unter dem Druck der britischen Handelssperre gegen Dänemark mit dem Frieden von Jönköping, der den Status quo bestätigte. 1810 musste Dänemark auf Druck von Schweden und dem Vereinigten Königreich der Koalition gegen Napoleon beitreten. Die enormen Kosten des Krieges führten 1813 zum Staatsbankrott. Durch eine Währungsreform wurden Guthaben auf ein Sechstel des bisherigen Werts abgewertet.

### Schwedens Kriegsziele
Schweden war bereits 1805 einem antifranzösischen Bündnis beigetreten. Als Russland im Frieden von Tilsit 1807 die Seite wechselte und Dänemark ein Bündnis mit Frankreich einging, standen sich Schweden und Dänemark als Gegner gegenüber. Im Russisch-Schwedischen Krieg eroberte Russland 1809 Finnland. Im selben Jahr folgte Karl XIII. dem abgesetzten Neffen Gustav IV. Adolf auf den Thron. König Karl adoptierte 1810 den französischen Marschall Jean-Baptiste Bernadotte, den späteren König Karl XIV. Johann. Seit 21. Oktober 1810 war Bernadotte der Oberbefehlshaber aller schwedischen Streitkräfte. Der Krieg, den Schweden 1810 dem Vereinigten Königreich unter französischem Druck erklärte, verlief ohne Kriegshandlungen und endete am 18. Juli 1812.
Bernadotte strebte nach Kompensation für den Verlust Finnlands; denn ihm war klar, dass es ihm nicht möglich sein würde, Finnland zurückzuerobern. Für die Beteiligung Schwedens an einer antinapoleonischen Allianz ließ er sich stattdessen den Besitz von Norwegen zusichern. Um die Entscheidung zu erzwingen, marschierte Bernadotte am 1. Dezember 1813 als Oberkommandierender der Nordarmee nach dem Sieg über Napoleon in der Völkerschlacht bei Leipzig über die Elbe bei Boizenburg (Mecklenburg-Schwerin) in das Herzogtum Holstein ein. Bereits zuvor war das seit 1806 von Napoleon besetzte Lübeck befreit worden. Nach den Gefechten bei Bornhöved am 7. Dezember 1813 zog sich Dänemark aus Kiel zurück. Bernadotte zog mit 7000 Soldaten in die nur 5000 Einwohner zählende Stadt ein und machte sie zu seinem Hauptquartier, von wo aus er seinen Zermürbungskrieg gegen Dänemark weiterführte. In der schleswig-holsteinischen Bevölkerung ging dieser Winter als Kosakenwinter in die Geschichte ein, da Bernadotte auch über ein schlagkräftiges Freicorps von russischen Kosaken-Reitern verfügte, die bis weit nach Jütland hinein plünderten.

## Der Friedensvertrag

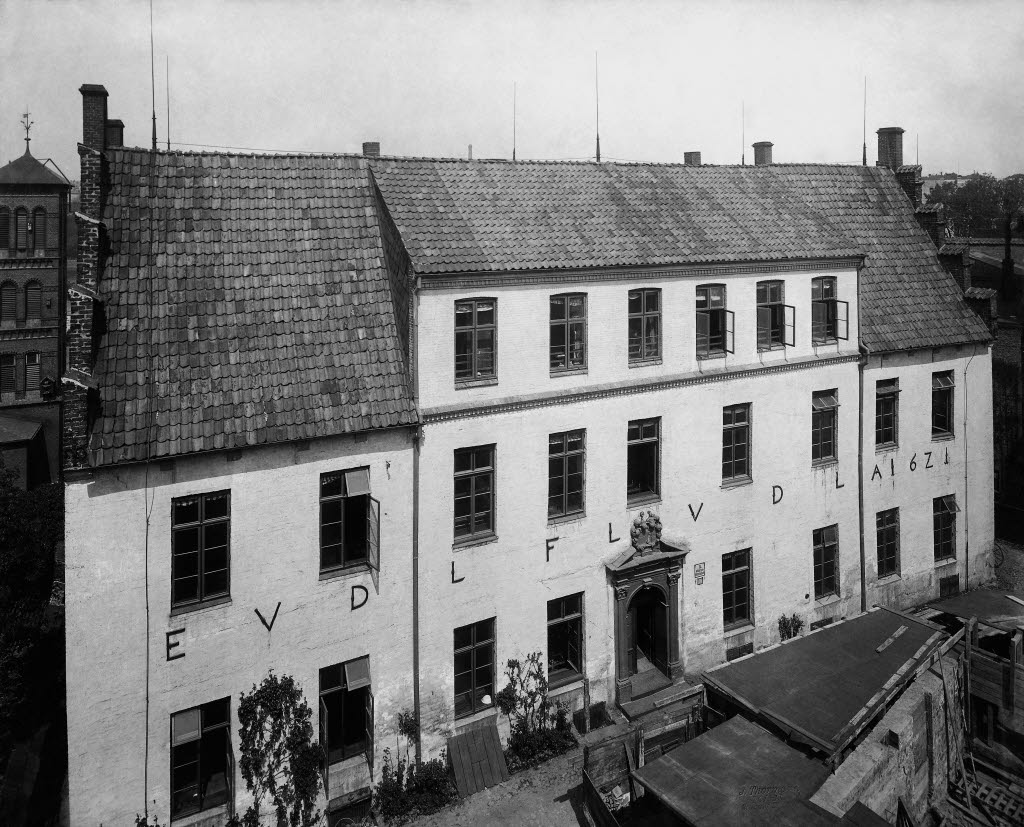
Der Buchwaldsche Hof in Kiel um 1904

Am 9. Januar 1814 kapitulierte das bedrängte Dänemark. In der Nacht vom 14. zum 15. Januar 1814 wurde in Kiel im Adelpalais Buchwaldscher Hof, dem Hauptquartier von Bernadotte, der Kieler Frieden unterzeichnet. Die Ratifikation des Vertrages folgte am 31. Januar 1814 in Stockholm und am 7. Februar 1814 in Kopenhagen. Der Vertrag beinhaltete neben dem Frieden zwischen Dänemark und Schweden auch den Friedensschluss zwischen Dänemark, Preußen und Russland. Dänemark verpflichtete sich, den Krieg gegen Napoleon tatkräftig zu unterstützen (Art. 3). Der dänische König verzichtete für sich und seine Erben auf Norwegen (Art. 4) und erhielt dafür den schwedischen Anteil von Pommern (Art. 7). Dafür garantierte Schweden den Norwegern ihre bisherigen Rechte und Privilegien (Art. 5).

## Folgen

### Bedeutung für Norwegen

Staatsgebiet der dänisch-norwegischen Personalunion bis 1814

Der Versuch, den Archipel Orkney wieder für Norwegen zu gewinnen, scheiterte mit dem Kieler Frieden endgültig.
Kronprinz Christian Frederik, seit 1813 dänischer Statthalter von Norwegen, weigerte sich, die Verzichtserklärung seines königlichen Vetters auf Norwegen anzuerkennen. Nach Bekanntwerden des Friedensvertrags berief er deshalb die 21 wichtigsten Männer des Landes nach Eidsvoll, um sich ihnen als Nachfolger seines Vetters als absolutistischer König eines souveränen Norwegens vorzustellen. Die 21 widersetzten sich jedoch diesem Ansinnen. Sie argumentierten, Norwegen habe zwar 1537 seine Selbständigkeit an den dänischen König Christian III. verloren, seine Gesetze seien jedoch in Geltung geblieben. Zu diesen gehöre auch das Recht, den König zu wählen. Nun sei die Staatsgewalt nach Abdankung des dänischen Königs an das norwegische Volk gefallen, weshalb sie eine liberale Verfassung und eine konstitutionelle Monarchie verlangten. Christian Frederik blieb vorläufig Regent, während das Volk bzw. Männer über 25 Jahre mit einem bestimmten Mindestbesitz über Wahlmänner 112 Delegierte wählten. Am 11. April 1814 wurde die verfassungsgebende Versammlung eröffnet; am 17. Mai 1814 wurde die heute noch gültige Verfassung von Eidsvoll erlassen. Christian Frederik wurde am selben Tag zum erblichen König von Norwegen gewählt und legte zwei Tage später seinen Eid auf die Verfassung vor dem konstituierten Storting ab.
Bernadotte akzeptierte jedoch kein unabhängiges Norwegen und griff am 26. Juli 1814 an. Nach einem kurzen Krieg kapitulierte Norwegen Anfang August 1814. Christian Frederik dankte am 17. August 1814 ab. Im Gegenzug zur neuen Personalunion mit Schweden konnte Norwegen in der Konvention von Moss seine Verfassung durchsetzen. Die volle Souveränität erreichte es aber erst am 7. Juni 1905. 
Allgemein wird der Kieler Friede als wichtiger Meilenstein auf dem Weg zur Souveränität Norwegens gesehen. Die vorhergehende dänische Zeit bezeichnete der norwegische Schriftsteller Henrik Ibsen als 400-Jahre-Nacht. Der Verfassungstag, der 17. Mai, ist noch heute Nationalfeiertag.

### Bedeutung für Grönland, Island und die Färöer
Aus Sicht der Grönlander, Isländer und Färinger war der Kieler Frieden eine Verewigung der bereits seit 1380 bestehenden Vorherrschaft Dänemarks über ihre zuvor schon von Norwegen beherrschten Länder. Grönland und die Färöer gehören noch heute zum Königreich Dänemark, allerdings seit dem 20. Jahrhundert mit weitreichender Autonomie. Island wurde am 17. Juni 1944 endgültig souverän. Für die Färöer war eine unmittelbare Folge des Kieler Friedens die Auflösung ihres seit ungefähr tausend Jahren bestehenden Parlaments, des Løgtings.

### Bedeutung für Dänemark
War Dänemark seit den Zeiten der Kalmarer Union von 1397 ein europäisches Großreich gewesen, so verlor es mit dem Friedensschluss in Kiel nach Schweden auch Norwegen. Es behielt aber Grönland, Island, die Färöer und seine Kolonien in Amerika, Afrika und Asien. Ferner erhielt es vom Vereinigten Königreich die 1809 eroberte Ostsee-Insel Bornholm zurück.
Wirtschaftlich war das zuvor wohlhabende Dänemark nach dem ruinösen Krieg, den Landverlusten durch den Friedensvertrag und die Belastung durch die fast einjährige Einquartierung der fast 60.000 Mann starken schwedischen Armee stark zurückgeworfen. Da Dänemark weitere von Schweden geforderte Reparationen nicht zahlen konnte, übernahm Preußen im Wiener Kongress Schwedisch-Pommern gegen die Abtretung des Herzogtums Lauenburg an Dänemark und Übernahme der dänischen Reparationszahlungen an Schweden.
Innerhalb des stark geschrumpften Gesamtstaats vergrößerte sich der Anteil der Deutschsprachigen an der Gesamtbevölkerung erheblich, was zu nationalistischen Spannungen zwischen Dänen und Deutschen und vierzig Jahre später zum Schleswig-Holsteinischen Krieg führte.

### Bedeutung für Deutschland
Das 1807 eroberte Helgoland in der Nordsee verblieb weiterhin beim Vereinigten Königreich. Schweden trat Schwedisch-Pommern an Dänemark ab, welches dann durch den Wiener Kongress 1815 im Tausch gegen das Herzogtum Lauenburg zu Preußen gelangte und dort von 1818 bis 1932 den Regierungsbezirk Stralsund bildete. Vorübergehend wurde die Freie Reichsstadt Lübeck faktisch zur Enklave und unterlag insbesondere im Handelsverkehr mit Hamburg verstärkten Repressionen durch den dänischen Gesamtstaat. Der Status des dänischen Herzogtums Schleswig und des damit in Personalunion verbundenen deutschen Herzogtums Holstein wurde auf den Zustand von vor 1806 zurückgeführt und damit die Inkorporation Holsteins in die dänische Monarchie rückgängig gemacht.